# Vuapa
Vuapa là một chi thực vật có hoa trong họ Đậu.